# Nina Kresswitz
Nina Kresswitz (* 1960 in Regensburg) ist eine deutsche Schriftstellerin.

## Leben
Nina Kresswitz studierte in München Romanistik und Archäologie. Mit ihrem Liebesroman Ein Mann zum Nachtisch debütierte sie 2001 als Schriftstellerin. Mit Ein Mann mit Sahnehäubchen wurde sie 2004 Drittplatzierte beim DeLiA-Literaturpreis. Ihr letzter 2008 erschienener Roman Ferien auf Sylt-Krokan wurde 2010 unter dem Titel Ein Sommer auf Sylt im Auftrag der ARD verfilmt und zum 30. April 2010 ausgestrahlt.

## Werke
- Ein Mann zum Nachtisch (2001)
- Männer-Mix auf Eis (2002)
- Ein Mann mit Sahnehäubchen (2003)
- Die Männertest-AG (2004)
- Kuschelkurs für Anfänger (2006)
- Ich will alles! (2007)
- Ferien auf Sylt-Krokan (2008)